# Vyssokaïe
Vyssokaïe (en biélorusse : Высокае ; en łacinka : Vysokaje) ou Vyssokoïe (en russe : Высокое ; en polonais : Wysokie) est une ville de la voblast de Brest, en Biélorussie. Sa population s'élevait à 5 113 habitants en 2017.

## Géographie
Vyssokaïe se trouve à 30 km à l'ouest de Kamianets, près de la frontière polonaise, à 33 km au nord-ouest de Brest et à 328 km au sud-ouest de Minsk.

## Histoire
Vyssokaïe est d'abord mentionnée au XIVe siècle sous le nom de Vissoki Gorod (Ville haute). Elle reçoit l'autonomie urbaine — droit de Magdebourg — en 1494. Son château est attaqué lors de la guerre qui oppose la république des Deux Nations à la Russie en 1654-1667, puis au cours de la Grande Guerre du Nord (1700-1721). Du XVIe au XVIIIe siècle, elle est un important centre de tissage. Une foire s'y tient chaque année à partir de 1671. En 1773-1785, un monastère y est construit, dont dépend un hôpital. Vyssokaïe est attribuée à l'Empire russe par la troisième partition de la Pologne, en 1795.
Pendant la Première Guerre mondiale, elle est occupée par les troupes allemandes de 1915 à 1918. En août 1920, elle est prise par les forces soviétiques, mais devient polonaise à la suite du traité de Riga, en 1921. En septembre 1939, Vyssokaïe est occupée par l'Armée rouge, à la suite du pacte germano-soviétique, puis annexée à la république socialiste soviétique de Biélorussie. Pendant la Seconde Guerre mondiale, elle est occupée par l'Allemagne nazie le 23 juin 1941 et libérée par le premier front biélorusse de l'Armée rouge le 28 juillet 1944. De 1940 à 1962, elle est un centre administratif de raïon, avant d'être rattachée au raïon de Kamianets.

## Population
Recensements (*) ou estimations de la population :
| 1830 | 1886  | 1889  | 1897* | 1914  | 1931* |
| ---- | ----- | ----- | ----- | ----- | ----- |
| 929  | 2 729 | 3 422 | 3 434 | 3 800 | 2 800 |

| 1939* | 1959* | 1970* | 1979* | 1989* | 2009* |
| ----- | ----- | ----- | ----- | ----- | ----- |
| 6 100 | 2 625 | 3 915 | 4 636 | 4 510 | 5 376 |

| 2012  | 2013  | 2014  | 2015  | 2016  | 2017  |
| ----- | ----- | ----- | ----- | ----- | ----- |
| 5 325 | 5 276 | 5 254 | 5 226 | 5 164 | 5 113 |